# Robert Humphrey Forbes
Robert Humphrey Forbes auch in der Namensvariante Robert H. Forbes (* 15. Mai 1867 in Cobden, Union County, Illinois; † 26. April 1968 in Tucson, Pima County, Arizona) war ein US-amerikanischer Agrarwissenschaftler.

## Leben

### Familie und Ausbildung
Der in der Nähe des Dorfes Cobden im Bundesstaat Illinois zur Welt gekommene Robert Humphrey Forbes, ältestes von vier Kindern des Lehrers, Farmers und Bürgerkriegsveteranen Henry Clinton Forbes (1833–1903) sowie dessen Ehegattin Laura Jane Gorham (1835–1907), wandte sich nach dem Besuch der öffentlichen Schulen dem Studium der Chemie an der University of Illinois at Urbana-Champaign zu, dort erwarb er 1892 den akademischen Grad eines Bachelor of Science, 1897 jenen eines Master of Science. Darüber hinaus betrieb Forbes zwischen 1893 und 1894 weiterführende Studien und Forschungen an der University of California, Berkeley, dort erfolgte 1916 seine Promotion zum Ph. D.
Robert Humphrey Forbes vermählte sich am 16. Juni 1902 mit Georgie Hazel Scott (1873–1946). Die Ehe blieb kinderlos. Der in der Olive Road in Tucson residierende Robert Humphrey Forbes verstarb am 26. April 1968 drei Wochen vor Vollendung seines 101. Lebensjahres. Er wurde auf dem Evergreen Memorial Park beigesetzt.

### Berufliche Laufbahn
Robert Humphrey Forbes wurde im Jahre 1891 zum Instructor in Chemistry an der University of Illinois at Urbana-Champaign bestellt. Nach seinem Studienaufenthalt an der Harvard University übernahm er die Position eines Professor of Chemistry an der University of Arizona, die er bis 1899 ausfüllte. Zusätzlich wurde er mit der Funktion eines Chemist an der Arizona Agricultural Experiment Station in Tucson betraut, deren Leitung ihm 1899 übertragen wurde. Forbes, welcher seit 1912 zusätzlich die Funktion des Director of Agricultural Instruction an der University of Arizona bekleidete, wurde dort 1915 zum Dean des College of Agriculture gewählt. Überdies fungierte er seit 1909 als Secretary der Arizona Commission of Agriculture and Horticulture.
1918 wechselte Robert Humphrey Forbes als Agronomist im Auftrag der Societe Sultanienne d' Agriculture nach Kairo in Ägypten. Seit 1922 war Forbes als Chief Engineer der Etudes Agronomiques Mission Niger und als Technology Counsel des Office du Niger in Französisch-Westafrika eingesetzt. Zusätzlich hielt er in den Jahren 1927 bis 1929 die Leitung der Experiment Stations des Service Technique d'Haiti inne. Nach seiner Rückkehr in die Vereinigten Staaten 1938 wurde er in die Arizona State Assembly gewählt, 1954 wurde er feierlich in den Ruhestand verabschiedet.
Der 1925 mit der Ehrendoktorwürde der University of Arizona ausgezeichnete Robert Humphrey Forbes, der als erster bekannter Weißer den Baboquoviari Peak in Arizona, heiliger Berg der Papago Indianer, bestieg, trat in seinem Fachgebiet insbesondere mit Abhandlungen betreffend die Bodenchemie, die Wasserversorgung, die Dattelpalmenkulturen, die giftigen Auswirkungen des Kupfers auf Feldfrüchte sowie den Baumwollanbau in Ägypten, Französisch-Westafrika und Haiti hervor.

## Schriften
- Salt River Valley soils, In: Bulletin (University of Arizona. Agricultural Experiment Station), no. 28., University of Arizona, Tucson, Ariz., 1898
- Experimental work with sugar-beets during 1900, in: Bulletin (University of Arizona. Agricultural Experiment Station), no. 36., University of Arizona, Tucson, Ariz., 1901
- Irrigating sediments and their effects upon crops, in: Bulletin (University of Arizona. Agricultural Experiment Station), no. 53., University of Arizona, Tucson, Ariz., 1906
- Irrigation in Arizona, in: Bulletin (United States. Office of Experiment Stations), no. 235., G.P.O., Washington, D.C., 1911
- zusammen mit Oscar Edward Meinzer, F. C. Kelton: Geology and water resources of Sulphur Spring valley, Arizona, in: Water-supply paper (Washington, D.C.), no. 320., Govt. Print. Off., Washington, 1913
- Certain effects under irrigation of copper compounds upon crops, in: University of California publications in agricultural sciences, v. 1, no. 12., University of California Press, Berkeley, 1917
- zusammen mit A. T. Schwennesen: Ground water in San Simon Valley, Arizona and New Mexico, in: Contributions to the hydrology of the United States, 1917.; Water-supply paper (Washington, D.C.), 425-A., U. S. Govt. Print. Off., Washington, 1917
- The Penningtons, pioneers of early Arizona; a historical sketch, New Era Print. Co., Lancaster, Pa., 1919
- Crabb's filibustering expedition into Sonora, 1857, Arizona Silhouettes, Tucson, 1952
- The expanding Sahara, in: Physical science bulletin (University of Arizona), no. 3., University of Arizona Press, Tucson, 1958